# 劉驥
劉 驥（りゅう き）は、中華民国の軍人・政治家。国民軍、国民革命軍（国民政府）に属する。字は谷生、菊村。祖貫は湖北省鍾祥県。

## 事跡

### 馮玉祥側近へ
1905年（光緒31年）に湖北高等小学堂を卒業し、さらに東三省陸軍講武堂で学んだ。卒業後に新軍に加入し、第20鎮を率いる張紹曽の配下となる。このとき、馮玉祥率いる部隊に編入され、馮が主宰する武学研究会に加入した。
辛亥革命勃発後、灤州起義に参加している。1912年（民国元年）に武漢に戻り、湖北都督府参謀に任ぜられた。翌年、北京陸軍大学第4期に入学している。卒業後は、馮玉祥率いる陸軍第16混成旅で少校参謀となった。1915年（民国4年）、北京政府の臨時参政院参議となる。10月、署理察西鎮守使に異動した。
1919年（民国8年）、やはり馮玉祥率いる陸軍第11師で参謀長となった。翌年、陝西、河南の督軍署参謀長として、馮を支える。1921年（民国10年）、西北辺防督弁署参謀長兼察西鎮守使となった。1924年（民国13年）の馮玉祥による北京政変（首都革命）にも参加し、国民軍の成立とともに、国民軍総司令部参謀長兼京兆尹に任ぜられる。1926年（民国15年）、馮に随従してソビエト連邦に向かう。6月、馮の命により広州へ向かい、馮と国民軍の中国国民党加入手続きについて党中央と交渉した。

### 国民政府での活動
国民政府に転じた後の1927年（民国16年）1月、劉驥は湖北省政務委員会委員・中央政治委員会武漢分会委員となる。3月、武漢国民政府軍事委員会陸軍処処長に任ぜられた。同月、馮玉祥から駐武漢国民政府全権正代表（副代表は李鳴鐘）に任ぜられた。6月、第2集団軍参謀長兼第30軍軍長として第2次北伐に参戦した。
1928年（民国17年）、国民政府軍事委員会委員に任ぜられる。翌年5月、湖北省政府委員兼建設庁庁長に異動する。1930年（民国19年）、馮玉祥の反蔣介石戦争に参加し、反蔣聯軍総参謀長に任ぜられた。馮敗北後の翌年9月、軍事参議院参議に移る。1933年（民国22年）、湖北省第8区行政督察専員に転じたが、9ヶ月で辞任し、いったん帰郷する。
日中戦争（抗日戦争）勃発に際して復帰し、第3戦区司令部参謀処長、第6戦区参謀長を歴任した。翌年末に四川省に戻る。1941年（民国30年）、眼病のため引退した。中華人民共和国建国後も大陸に留まり、中国国民党革命委員会（民革）に加入した。以後、武漢市人民政府参事室参事、民革武漢市委員会員、南京市人民政府参事室参事を歴任した。
1967年、病没。享年81。

## 注
1. ↑  武漢方志網による。徐友春主編『民国人物大辞典 増訂版』は1964年とする。